# Gyula Károlyi

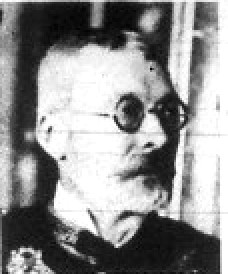
Gyula Károlyi in 1919

Gyula graaf Károlyi de Nagykároly (Nyírbakta, 7 mei 1871 – Vence, 23 april 1947) was een Hongaars politicus en een neef van Mihály Graf Károlyi. Zijn vader was Tibor Károlyi. Hij vormde tijdens Béla Kuns radenrepubliek een contra-revolutionaire, door de Roemenen gesteunde, tegenregering in Arad (1919): de tegenregering van Szeged.
In 1927 werd hij lid van het heropgerichte Magnatenhuis. Van 1930 tot 1931 was Károlyi minister van Buitenlandse Zaken in de regering-Bethlen. In 1931 werd hij premier en minister van Financiën. Nadat zowel nationalistisch-rechts als liberaal-links hun steun opzegden in zijn regering, trad hij terug. Gyula Gömbös volgde hem op. 
Károlyi vestigde zich na de Tweede Wereldoorlog in het Franse Vence.